# لغة الشبكات العالمية
لغة الشبكات العالمية هي لغة رسمية شكلية مصممة خصيصاً لتمثيل البيانات الدلالية المستخرجة من نصوص اللغة الطبيعية. يمكن استخدامها كلغة محورية في أنظمة الترجمة الآلية بين اللغات أو كلغة تمثيل المعرفة في تطبيقات استرجاع المعلومات.

## النطاق والأهداف
تم تصميم لغة الشبكات العالمية لإنشاء أساس بسيط يمثل الجوانب الأكثر مركزية للمعلومات والمعنى في شكل مستقل عن لغة الإنسان والآلة. وهي تهدف كذلك تهدف إلى ترميز المعلومات وتخزينها ونشرها واستردادها كإجراء شكلي مستقل عن اللغة التي تم التعبير عنها بها. تسعى لغة الشبكات العالمية إلى توفير أدوات للتغلب على حاجز اللغة بطريقة منهجية.
للوهلة الأولى تبدو لغة الشبكات العالمية نوع من إنترلينجوا، حيث يتم تحويل النصوص الأصلية قبل ترجمتها إلى اللغات المستهدفة. ومع ذلك، فإن قوتها الحقيقية تكمن في تمثيل المعرفة وهدفها الأساسي هو توفير بنية تحتية للتعامل مع المعرفة الموجودة بالفعل أو التي يمكن أن توجد في أي لغة معينة.
من المهم ملاحظة أنه سيكون من المستحيل الادعاء بتمثيل المعنى «الكامل» لأي كلمة أو جملة أو نص لأي لغة في الوقت الحالي. تجعل التفاصيل الدقيقة للنية والتفسير «المعنى الكامل»، وهكذا تتجنب لغة الشبكات العالمية المزالق المتمثلة في محاولة تمثيل «المعنى الكامل» للجمل أو النصوص، وتستهدف بدلاً من ذلك المعنى «الأساسي» الذي يُنسب غالبًا إليها. وبهذا المعنى فإن الكثير من دقة الشعر، والاستعارة، واللغة التصويرية، والتلميحات، وغيرها من السلوكيات الاتصالية المعقدة وغير المباشرة هي خارج النطاق وأهداف لغة الشبكات العالمية الحالية. لكن بدلاً من ذلك، فإن لغة الشبكات العالمية تستهدف السلوك التواصلي المباشر والمعنى الحرفي كأساس ملموس لمعظم الاتصالات البشرية في البيئات العملية اليومية.

## بنية
يتلخص نهج لغة الشبكات العالمية في أنه: يتم تمثيل المعلومات التي تنقلها اللغة الطبيعية جملة بجملة على أنها رسم بياني الذي يتكون من مجموعة من الروابط الثنائية (يشار إليها باسم العلاقات) بين العقد الفوقية (الكلمات العالمية)، والتي ترمز إلى المفاهيم. يمكن أيضًا شرح الكلمات العالمية بسمات تمثل معلومات السياق.
كمثال، الجملة الإنجليزية «السماء كانت زرقاء؟!» يمكن تمثيلها في لغة الشبكات العالمية على النحو التالي:
في المثال أعلاه، «سماء (icl> العالم الطبيعي)» و «أزرق (icl> لون)»، والتي تمثل المفاهيم الفردية، هي كلمات عالمية؛ "aoj" (= سمة كائن) هي علاقة دلالية ثنائية موجهة تربط بين وحدتي كلمات عالمية؛ و «تعريف» و «استفهام» و «ماضي» و «تعجب» و «مدخل» هي سمات تعدل الكلمات العالمية.
تهدف الكلمات العالمية إلى تمثيل مفاهيم عالمية، ويتم التعبير عنها باللغة الإنجليزية أو بأي لغة طبيعية أخرى لتكون قابلة للقراءة. وهي تتكون من «كلمة رئيسية» (جذر الكلمات العالمية) و «قائمة قيود» (لاحقة الكلمات العالمية بين قوسين). تم تنظيم مجموعة الكلمات العالمية في علم وجود لغة الشبكات العالمية، حيث ترتبط المفاهيم عالية المستوى بالمفاهيم ذات المستوى الأدنى من خلال العلاقات "icl" (= نوع من) و "iof" (= مثيل لـ) و «يساوي»(= يساوي).
تهدف العلاقات إلى تمثيل الروابط الدلالية بين الكلمات في كل لغة موجودة. يمكن أن تكون وجودية (مثل "icl" و "iof")، ومنطقية (مثل «و» و «أو»)، وموضوعية (مثل "agt" = الممثل، "ins" = أداة، "tim" = الوقت، "plc" = المكان، إلخ.) تلك الأشكال وغيرها (من 46 علاقة) يحددون بشكل مشترك بناء جملة لغة الشبكات العالمية.
تمثل السمات المعلومات التي لا يمكن نقلها بواسطة الكلمات العالمية والعلاقات. عادةً، تمثل المعلومات المتعلقة بالوقت («الماضي»، «المستقبل»، إلخ.)، المرجع («معرف»، «غير معرف»، إلخ)، الطريقة («يستطيع»، «يلزم»، إلخ) والتركيز («الموضوع» و «التركيز») وما إلى ذلك.
ضمن برنامج لغة الشبكات العالمية، وتسمى عملية تمثل الأحكام اللغة الطبيعية في الرسوم البيانية نتحدث عنه اليوم فهم لغة الشبكات العالمية، ويسمى عملية توليد جمل اللغة الطبيعية من الرسوم البيانية لغة الشبكات العالمية فهم لغة الشبكات العالمية. فهم لغة الشبكات العالمية، الذي يتضمن تحليل وفهم اللغة الطبيعية، من المفترض أن يتم تنفيذه بشكل شبه تلقائي (على سبيل المثال، من قبل البشر بمساعدة الكمبيوتر)؛ ومن المفترض أن يتم تنفيذ فهم لغة الشبكات العالمية تلقائيًا بالكامل.

## تاريخ
بدأ برنامج لغة الشبكات العالمية في عام 1996، كمبادرة من معهد الدراسات المتقدمة التابع لجامعة الأمم المتحدة في طوكيو، اليابان. في يناير من عام 2001، أنشأت جامعة الأمم المتحدة منظمة مستقلة، منصة لغة الشبكات العالمية، لتكون مسؤولة عن تطوير وإدارة برنامج هذه اللغة. وهي منظمة دولية غير ربحية لها هوية مستقلة عن جامعة الأمم المتحدة، على الرغم صلاتها الخاصة مع الأمم المتحدة. وقد ورثت من معهد الدراسات العليا التابع لجامعة الأمم المتحدة ولاية تنفيذ برنامج لغة الشبكات العالمية حتى تتمكن من أداء مهمتها.
لقد تجاوز البرنامج بالفعل معالم مهمة. تم تطوير الهيكل العام لنظام لغة الشبكات العالمية بمجموعة من البرامج والأدوات الأساسية اللازمة لعمله. يتم اختبارها وتحسينها. تم تجميع كمية هائلة من الموارد اللغوية من مختلف اللغات الأصلية وهي قيد التطوير بالفعل. علاوة على ذلك، فإن البنية التحتية التقنية لتوسيع هذه الموارد موجودة بالفعل، مما يسهل مشاركة العديد من اللغات الأخرى في نظام لغة الشبكات العالمية من الآن فصاعدًا. يتم نشر عدد متزايد من الأوراق العلمية والأطروحات الأكاديمية حول لغة الشبكات العالمية كل عام.
إن الإنجاز الأكثر وضوحًا حتى الآن هو اعتراف معاهدة التعاون للبراءات بالطابع الابتكاري والتطبيق الصناعي للغة الشبكات العالمية، والتي تم الحصول عليها في مايو 2002 من خلال المنظمة العالمية للملكية الفكرية (الويبو). يعد الحصول على براءات الاختراع الخاصة بشركة لغة الشبكات العالمية إنجازًا جديدًا تمامًا داخل الأمم المتحدة.

## روابط خارجية
- موقع لغة الشبكات العالمية ، بوابة موقع لغة الشبكات العالمية
- مؤسسة UNDL نسخة محفوظة 30 أبريل 2011 على موقع واي باك مشين. حيث يتم تنسيق تطوير لغة الشبكات العالمية.
- كتاب على الإنترنت على لغة الشبكات العالمية
- وصف نظام لغة الشبكات العالمية

### جمعية لغة الشبكات العالمية
- لغة الشبكات العالمية في بنغلاديش
- لغة الشبكات العالمية في البرازيل
- لغة الشبكات العالمية في مصر
- لغة الشبكات العالمية في فرنسا
- لغة الشبكات العالمية في ألمانيا
- لغة الشبكات العالمية في الهند
- لغة الشبكات العالمية في إيطاليا
- لغة الشبكات العالمية في اليابان
- لغة الشبكات العالمية في الأردن
- لغة الشبكات العالمية في لاتفيا
- لغة الشبكات العالمية في روسيا ، محول اللغة الروسية لغة الشبكات العالمية⇔اللغة الإنجليزية
- لغة الشبكات العالمية في إسبانيا
- لغة الشبكات العالمية في تايلاند